# Saturn INT-21
La fusée Saturn INT-21 était une étude pour un lanceur orbital américain des années 1970. Sa version dérivée de la fusée Saturn V est réalisée avec le surplus d’équipements du programme Apollo. D'autres variantes comme Saturn INT-20 et Saturn V-23(L) avaient été aussi proposées afin d'utiliser les 2 dernières Saturn V (qui n'ont jamais été lancées).
Saturn INT-21 a été lancée depuis le Centre spatial Kennedy, en Floride, portant la station spatiale Skylab en orbite, à 17h30 GMT, le 14 mai 1973. Cette version était aussi destinée à être utilisée pour d'autres vols dans le programme Apollo Applications Program, et aurait également été utilisée pour lancer d'autres stations spatiales américaines, y compris Skylab B.
Cette version gardait la case à équipements au sommet de l'OWS alors que Saturn INT-21 aurait modifié l'emplacement des cases à équipements au sommet du S-II afin de permettre à INT-21 de transporter des cargaisons ne se fondant pas sur le S-IVB.
Saturn INT-21 et Saturn V avaient en commun le premier et le second étages (S-IC et S-II), mais INT-21 n'avait pas de troisième étage. La case à équipements était donc relocalisée au second étage.